# Jack & Jack
Jack & Jack est un duo de pop-rap américain, originaire d'Omaha, dans le Nebraska. Le duo se compose de Jack Gilinsky et Jack Johnson. Ils sont en partie connus pour leurs vines et leur chanson intitulée Like That. 

## Biographie
Jack Finnegan Gilinsky, né le 10 septembre 1996, fils de Katherine Finnegan et David Gilinsky, a deux grandes sœurs, Molly et Laura. Jack Edward Johnson, né le 24 mars 1996, fils de Jennifer et John Johnson, a un grand frère, Jeff. Ils sont tous les deux nés à Omaha, dans le Nebraska. Les deux font connaissance le jour de la rentrée en maternelle, car ils portaient le même t-shirt et parce qu'ils avaient le même prénom. Les deux étudieront également ensemble à l'Omaha Westside High School.     

### Popularisation (2013–2014)
Jack & Jack lancent leur carrière en postant des clips de six secondes comme duo comique sur Vine durant l'été 2013. Johnson pose les premiers clips en juillet 2013, intitulés I Never Miss, Gilinsky y faisant plus tard apparition et les deux se nommeront Jack & Jack.
Ils se popularisent grâce à la vidéo virale Nerd Vandals, félicitée par le Huffington Post et amassant 25 000 abonnés en peu de temps. En février 2015, le duo compte plus de 5 millions d'abonnés sur leurs comptes, et deviennent les 18e Viners les plus populaires en avril 2015.
Jack & Jack publient également deux applications mobiles en partenariat avec la société SkyVu Entertainment. Leur première application, Let It Goat, atteint le top 10 des applications sur iTunes avec plus d'un million de téléchargements, et est félicitée par ABC News qui le considère comme le jeu sur mobile le plus populaire depuis Flappy Bird. Le succès de ce jeu encourage Jack & Jack à développer Jack & Jack Vines Puzzle Game en collaboration avec SkyVu, un jeu sur mobile inspiré du duo publié en décembre 2014.

### Débuts etCalibraska(2014–2015)

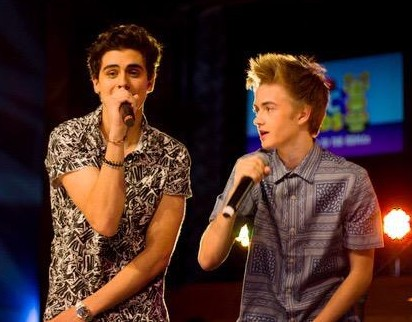
Jack & Jack en 2015.

La carrière musicale de Jack & Jack est lancée lorsqu'ils font la connaissance de Turner et Travis Eakins (connus sous le nom de Barrington Park) en 2013. Avec un tel partenariat, Jack & Jack enregistrent leurs premières chansons écrites en studio avec les frères Eakins. Leur musique est alors mixée et publiée sur iTunes via TuneCore,. Leur première chanson, Distance, est publiée en janvier 2014, et atteint la 7e place du iTunes US Hip Hop,. En février 2015, Jack & Jack comptent 11 singles, ainsi qu'un million de singles vendus sur iTunes.
Les deux Jack jouent d'au moins un instrument (guitare, piano) et écrivent leurs propres chansons, partageant un intérêt commun pour le reggae, le RnB, la pop et le hip-hop qui auront un impact sur leur musique. Ils atteignent également la Billboard Top Digital Songs List avec Doing It Right, Tides, Cold Hearted, Like That (feat. Skate), Right Where You Are et Wild Life. Leur single Like That atteint la tête des classements Billboard après la publication de leur clip officiel, dans lequel Jack & Jack rendent hommage à Abbey Road des Beatles. Le 24 juillet 2015, Jack & Jack publient indépendamment leur premier extended play (EP) Calibraska (nom combinant leur État d'origine, le Nebraska, et leur État actuel, la Californie) via DistroKid, fondé par Philip J. Kaplan. L'EP atteint la première place des albums sur iTunes en quelques heures après sa publication.

### GONE(depuis 2017)
Pendant leur tournée mondiale en 2016, les Jacks annoncent travailler sur un premier album, qui, d'après Gilinsky, devait sortir avant 2017. Ils sortent alors All Weekend Long le 23 septembre 2016, censé être lead single de leur premier opus, qui doit alors sortir début 2017. La sortie du présumé album est alors retardée, dû à un changement de management. C'est alors le 25 mai 2017 qu'ils annoncent un nouvel extented play (EP) intitulé Gone, qui sort le 27 mai 2017. D'après Johnson, l'EP décrirait une relation amoureuse se dégradant au fur et à mesure qu'elle progresse. All Weekend Long ne figurerait pas sur l'EP, cette dernière se composant de 5 chansons : Distraction, Falling, Last Thing, Hurt People et 2 Cigarettes.
Leur premier album, intitulé A Good Friend Is Nice sort le 25 janvier 2019 et une tournée européenne s'en suivra durant l'hiver 2019, ils finiront par les États-Unis juste après.

## Tournées
Ils participent tout d'abord au Magcon, à la fin de 2013 et au début de 2014, avec d'autres célébrités telles que Cameron Dallas, Shawn Mendes, Nash Grier, et bien d'autres, aux États-Unis. En juin 2014, après avoir obtenu leur diplôme à l'Omaha Westside High School, le duo décide de monétiser leur situation et se dirige alors vers Los Angeles pour travailler sur leur tournée en collaboration avec DigiTour. La tournée s'effectue dans plus de 20 villes américaines, en passant par quelques villes du Canada. Cette tournée avec DigiTour se prolongera jusqu'en juin 2015 aux États-Unis. Ils effectueront également une tournée en Amérique du Sud, en fin 2015. Ils participent aussi au Summer Tour 2015 et au 15 Days in Europe (2015). En 2016, ils effectuent le 2016 Tour (Amérique du Nord, Europe, Océanie). En automne 2017, ils effectuent le « Fall Tour 2017 », une tournée d’une trentaine de dates ayant pour première partie PRETTYMUCH et Olivia o’Brien.

## Vie privée
À partir de juillet 2014, Jack Gilinsky est en couple avec Madison Beer, mais ils n'officialisent la relation qu'en avril 2015,. Ils se séparent en juillet 2017 après une video diffusée montrant Jack abuser verbalement Madison.

## Œuvres caritatives
Jack & Jack participent à des campagnes de sensibilisation contre le cancer de la peau et le harcèlement. Ils participent à la campagne #MakeItHappy de Ryan Seacrest en 2015, encourageant la solidarité sur Internet et les réseaux sociaux. Ils travaillent également en association avec Michelin pour la sécurité routière. Le duo participe également au Miles for Music et aux Camp Ronald McDonald for Good Times. Ils soutiennent également The Fred & Pamela Buffett Cancer Center, d'Omaha, Nebraska.

## Discographie

### Album
- 2019 : A Good Friend Is Nice

### EPs
- 2015 : Calibraska
- 2017 : GONE

### Singles
- 2014 : Indoor Recess
- 2014 : Distance
- 2014 : Flights
- 2014 : Paradise (Never Change)
- 2014 : Doing It Right
- 2014 : Wild Life
- 2014 : Cold Hearted
- 2014 : Tides
- 2014 : Groove!
- 2014 : Right Where You Are
- 2014 : Like That feat. Skate
- 2014 : Cheat Codes feat. Emblem3
- 2014 : I'm In
- 2015 : California
- 2015 : Shallow Love
- 2015 : Wrong One
- 2015 : How We Livin'
- 2015 : Bucket List feat. Emblem3
- 2016 : Do Better
- 2016 :  All Weekend Long
- 2017 : Distraction
- 2017 : Falling
- 2017 : Last Thing
- 2017 : Hurt People
- 2017 : 2 Cigarettes
- 2017 : BEG
- 2018 : I Don’t Know
- 2018 :  Closure
- 2018 :  Stay With Me
- 2018 :  No One Compares To You
- 2018 : Rise feat. Jonas Blue
- 2019 : Tension
- 2019 : Barcelona
- 2019 : Daydreaming
- 2019 : Promise Me
- 2019 : Pose
- 2019 : April Gloom
- 2019 : Used Too You Know
- 2019 : Meet U In The Sky
- 2019 : Lotta Love

Jack J a aussi sorti plusieurs chansons sans son partenaire :
- 2015 : Granite Tops
- 2015 : Wow
- 2015 : Do It For Me feat. Golden
- 2015 : Bloom Bouquet
- 2015 : She Don't Know feat. Skate
- 2015 : This Life feat. Skate
- 2015 : Ride Wit Me feat. Skate
- 2015 : Jamaica feat. Skate
- 2016 : Better Man feat. DJ Rupp

### Collaborations
- 2015 : Party of the Year feat. DJ Rupp
- 2015 : Firecracker feat. Dyllan Murray
- 2015 : Roll 'Em Up feat. Alli Simpson
- 2015 : All For Love feat. Madison Beer
- 2015 : 808 feat. Kalin and Myles
- 2015 : I'm In Love feat. Skate
- 2016 : Throw Signs feat. Sammy Wilk
- 2016 : Uber Confessions feat. DJ Rupp
- 2016 : Empire feat. Sweet California
- 2018 : Rise feat. Jonas Blue

## Filmographie
- Jack and Jack: The Movie, DigiTour Media Production, 2014
- Thirteen Nights en Europe, Andre Ladon, 2016

## Distinctions
| Année | Prix                      |  | Catégorie        | Résultat   |
| ----- | ------------------------- |  | ---------------- | ---------- |
| 2014  | Teen Choice Awards        |  | Viner            | Nomination |
| 2015  | MTV Woodie Awards         |  | Social Climber   | Lauréat    |
| 2015  | Teen Choice Awards        |  | Web Star : Music | Nomination |
| 2016  | iHeart Radio Music Awards |  | Social Star      | Lauréat    |
| 2017  | iHeart Radio Music Awards |  | Social Star      | Lauréat    |